# Rumyana Neykova
Rumyana Neykova (Sofia, 6 de abril de 1973) é uma remadora búlgara, campeã olímpica no skiff simples.
Rumyana Neykova competiu nos Jogos Olímpicos de 1992, 1996, 2000, 2004 e 2008, na qual conquistou a medalha de ouro em 2008.